# 샘 S. 워커
샘 심즈 워커(Sam Sims Walker, 1925년 7월 31일 ~ 2015년 8월 8일)는 미국의 군인이다.

## 이력
샘 워커는 한국 전쟁에서 낙동강 방어를 위해 최선을 다한 끝에 방어에 성공하였으나 그 이후 교통사고로 순직한 월턴 워커의 외아들이다. 제 2차 세계대전 이후에 소위로 임관하였으며 한국 전쟁 당시 이미 대위로 진급한 상태였다.

## 한국 전쟁
1950년 6월 25일 조선인민군이 불법남침을 하자 한국 전쟁에 참전했다. 아버지인 월턴 워커 중장은 당시 주한 미 제8군 사령관이었다. 그는 미 육군 제24보병사단의 일선 소총중대장으로 북괴뢰군과 직접 교전을 벌였으며, 그는 6·25 전쟁에서 은성무공훈장을 수훈했다. 그러나 샘 워커의 은성무공훈장을 축하해주러 아버지 월턴 워커 장군이 외아들에게 찾아가던 도중 불의의 교통사고로 순직하는 불운을 겪게 된다.

## 부친상 이후
샘 워커는 아버지의 장례식 이후에도 부대로 복귀하여 1년 간의 파병기간을 모두 채우고 본국으로 돌아갔다. 그는 직업군인으로 군에 계속 남아 베트남 전쟁에도 참전했다. 이렇게 크고 작은 전쟁에 참여한 샘 워커는 결국 1977년에 당시 미국 육군 역사상 가장 젊은 나이(52세)에 대장으로 진급하였다. 이로써 워커 부자는 미국 육군 역사상 유일하게 모두 대장 계급에 오른 부자가 되었다. 미군 전체로는 미국 해군의 존 매케인 부자(존 매케인 상원의원의 조부-부친)가 각각 1949년과 1967년에 4성 제독으로 진급한 전례가 있으므로 두 번째 사례였다.